# Goran za mlade pjesnike
Goran za mlade pjesnike je nagrada za poeziju, koja se dodjeljuje autoru mlađem od 30 godina i to za neobjavljeni rukopis, koji objavljuje SKUD Ivan Goran Kovačić. Utemeljena je 1977. godine. Dodjeljuje se u okviru pjesničke manifestacije Goranovo proljeće.

## Dobitnici nagradeGoran za mlade pjesnike
- 1977. Jagoda Zamoda
- 1978. Milenko Panić
- 1979. Refik Ličina
- 1980. Branko Čegec
- 1981. Ivan Negrišorac
- 1982. Milovan Marčetić
- 1983. Anka Žagar
- 1984. Tugomir Zaletel
- 1985. Alojz Ihan
- 1986. Dragan Grbić
- 1987. Tomislav Domović
- 1988. Miljenko Jergović
- 1988. Krešimir Bagić, Boris Gregorić
- 1989. Miroslav Kirin
- 1990. Novica Novaković
- 1991. Katarina Mažuran
- 1991. Ivan Vukoja
- 1991. Lucija Stamać
- 1991. Davor Šalat
- 1991. Lidija Bajuk
- 1991. Dora Ruždjak
- 1992. Tomislav Šarić
- 1993. Stella Mihelj
- 1994. Alen Galović
- 1994. Ivan Herceg
- 1995. Katarina Zrinka Matijević
- 1996. Renata Valentić
- 1996. Hrvoje Jurić
- 1997. Sanja Šimić
- 1998. Tomica Bajsić
- 1998. Ana Brnardić
- 1999. Dorta Jagić
- 2000. Bojan Radašinović
- 2001. Ivana Žužul
- 2002. Tihomir Matko Turčinović
- 2003. Branko Vasiljević
- 2004. Blaženka Brlošić
- 2005. Ivana Bodrožić
- 2006. Branislav Oblučar
- 2007. Marija Andrijašević
- 2008. Antonija Novaković
- 2009. Irma Velić
- 2010. Irena Delonga
- 2011. Martina Vidaić
- 2012. Davor Ivankovac
- 2013. Stipe Odak
- 2014. Katja Knežević[1]
- 2015. Goran Čolakhodžić
- 2016. Mateja Jurčević[2]
- 2017. Monika Herceg[3]
- 2018. Marija Dejanović[4]
- 2019. Denis Ćosić
- 2020. Tomislav Augustinčić[5]
- 2021. Vida Sever[6]
- 2022. Patrik Gregurec[7]
- 2023. Vid Bešlić[8]
- 2024. Silba Ljutak[9]

## Vanjske poveznice
- Goranovo proljeće  Arhivirana inačica izvorne stranice od 11. veljače 2008. (Wayback Machine)